# Donja Lapaštica
Donja Lapaštica (em cirílico: Доња Лапаштица) é uma vila da Sérvia localizada no município de Medveđa, pertencente ao distrito de Jablanica, na região de Goljak. A sua população era de 29 habitantes segundo o censo de 2011.

## Demografia
| 1948 | 1953 | 1961 | 1971 | 1981 | 1991 | 2002 | 2011 |
| ---- | ---- | ---- | ---- | ---- | ---- | ---- | ---- |
| 272  | 301  | 288  | 215  | 152  | 112  | 53   | 29   |